# Saint-Poix
Saint-Poix là một xã của tỉnh Mayenne, thuộc vùng Pays de la Loire, tây bắc nước Pháp.